# 学校法人河原学園
学校法人河原学園（がっこうほうじんかわはらがくえん）とは、愛媛県松山市一番町1丁目1-1に本部を置く学校法人。

## 概要
専門学校10校45学科35コース、高等学校3校、社会人課程1校、四年制大学1校及び大学院、幼稚園を有する中四国最大級の学校法人。「常に感謝の心を持つ」を教育の基本とし、高い専門性とそれを裏付ける資格の取得、職業意識と人間力の育成に力を注いでいる。2011年（平成23年）には専門学校9校の校名を変更し、愛媛のキャリア教育を担う学校へと新たなスタートを切った。2014年（平成26年）3月には所属する専門学校9校31学科が文部科学大臣より「職業実践専門課程」と認定された。
2014年（平成26年）4月1日には2011年（平成23年）4月1日付でグループの傘下に加わっていた愛知県の学校法人岡崎学園を吸収合併し、人間環境大学・大学院および岡崎学園高等学校を設置校とした。

## 学園理念
常に「感謝の心」を持って、質の高い専門教育と人間教育により、社会が求める人材を育成し、地域社会、国家に貢献する。

## 沿革
- 1985年（昭和60年）10月 - 学校法人河原学園が認可される。
- 1986年（昭和61年）4月 - 『愛媛電子ビジネス専門学校』開校。
- 1988年（昭和63年）3月 - 通商産業省情報化人材育成連携校に指定される。
- 1988年（昭和63年）11月 - 文部省より職業高度化開発研究機関として指定される。
- 1990年（平成2年）4月 - 愛媛県新居浜市に『国際電子ビジネス専門学校』開校。
- 1995年（平成7年）4月 - 『愛媛医療福祉専門学校』開校。『学校法人大原学園』と提携し、『国際電子ビジネス専門学校』を『大原簿記専門学校新居浜校』と改称。
- 1996年（平成8年）4月 - 『大原簿記専門学校松山校』開校。
- 1999年（平成11年）4月 - 『大原簿記専門学校松山校』を『愛媛大原簿記公務員専門学校』と改称。『大原簿記専門学校新居浜校』を『国際テクニカルビジネスカレッジ』と改称。『国際情報高等学院』開校。
- 1999年（平成11年）11月 - 中国大連市に『大連河原日本語学校』を開校。
- 2001年（平成13年）4月 - 『国際デザイン・アート専門学校』開校。
- 2004年（平成16年）4月 - 『アイペットワールド専門学校』開校。
- 2007年（平成19年）4月 - 『愛媛医療専門大学校』開校。『国際トータルビューティカレッジ』開校。『未来高等学校』開校。
- 2008年（平成20年）4月 - 『国際パティシエ・ブランジェ専門学校』開校。
- 2011年（平成23年）3月 - 愛知県の『学校法人岡崎学園』と提携し、同法人が経営する『人間環境大学』『人間環境大学岡崎学園高等学校・中学校』がグループ入りする。
- 2011年（平成23年）4月 - 専門学校9校を改称。
  - 旧）『愛媛電子ビジネス専門学校』→ 新）『河原電子ビジネス専門学校』。
  - 旧）『国際テクニカルビジネスカレッジ』→ 新）『河原ITビジネス専門学校』。
  - 旧）『愛媛大原簿記公務員専門学校』→ 新）『大原簿記公務員専門学校愛媛校』。
  - 旧）『国際デザイン・アート専門学校』→ 新）『河原デザイン・アート専門学校』。
  - 旧）『国際トータルビューティカレッジ』→ 新）『河原ビューティモード専門学校』。
  - 旧）『アイペットワールド専門学校』→ 新）『河原アイペットワールド専門学校』。
  - 旧）『愛媛医療福祉専門学校』→ 新）『河原医療福祉専門学校』。
  - 旧）『愛媛医療専門大学校』→ 新）『河原医療大学校』。
  - 旧）『国際パティシエ・ブランジェ専門学校』→ 新）『河原パティシエ・医療・観光専門学校』。
- 2013年（平成25年）4月 - 『河原高等専修学校』開校。『人間環境大学岡崎学園中学校』が休校となる。
- 2014年（平成26年）3月 - 河原学園の専門学校9校31学科が文部科学大臣より『職業実践専門課程』に認定される。
- 2014年（平成26年）4月 - 『学校法人岡崎学園』を吸収合併。高等学校1校を改称。
  - 旧）『人間環境大学岡崎学園高等学校』→ 新）『岡崎学園高等学校』。
- 2015年（平成27年）4月 -『人間環境大学』が愛知県大府市に大府キャンパスを開設し、看護学部と大学院看護学研究科を設置。
- 2017年（平成29年）4月 -『人間環境大学』が愛媛県松山市に松山キャンパスを開設し、松山看護学部を設置[1]。
- 2019年（平成31年）4月 -  『愛光幼稚舎』（幼稚園）を設置。
- 2020年（令和2年）10月 -  学校法人松山ビジネスカレッジとアライアンスパートナー契約を締結。
- 2021年（令和3年）4月 -  『河原ITビジネス専門学校』を『河原医療大学校 新居浜校』に改称。
- 2022年（令和4年）4月 -  3校を改称、1校を新設。
  - 『河原パティシエ・医療・観光専門学校』を『河原外語観光・製菓専門学校』に改称。
  - 『河原高等専修学校』を『河原調理専門学校（高等課程）』に改称。
  - 『河原調理専門学校（専門課程）』を新設。
  - 『岡崎学園高等学校』を『人間環境大学附属岡崎高等学校』へ改称。
- 2022年（令和4年）4月 -『人間環境大学』が愛媛県松山市に松山道後キャンパスを開設し、総合心理学部を設置。岡崎キャンパスに心理学部、環境科学部を設置。
- 2023年（令和5年）4月 -『人間環境大学』が松山キャンパスに松山看護学研究科を設置。
- 2025年（令和7年）4月 -『人間環境大学』が松山道後キャンパスに総合環境学部を設置。[2]

## 設置校と学科構成
- 河原電子ビジネス専門学校
  - ITイノベーション科
  - ITエンジニア科
  - ゲームクリエイター科
  - ICTマネジメント科
  - 日本語学科
  - 国際ITビジネス科（2026年度開設予定）
- 河原医療大学校 新居浜校
  - 歯科衛生学科
  - 医療総合科
  - 医療事務科
- 大原簿記公務員専門学校愛媛校
  - 会計学科
  - 総合ビジネス科
  - 公務員ビジネス科
  - 公務員専攻科
- 河原デザイン・アート専門学校
  - eスポーツ学科
  - ネット動画クリエイター科
  - 3DCGゲーム・アニメ科
  - グラフィックデザイン科
  - 漫画クリエイター科
  - インテリア・建築デザイン科
  - 3DCGゲーム・アニメ研究科
  - インテリア・建築専攻科
  - インテリア・建築研究科
- 河原ビューティモード専門学校
  - 美容学科
  - 理容学科
  - トータルビューティ学科
  - 美容・理容修得者通信課程
- 河原アイペットワールド専門学校
  - 動物看護・栄養管理学科
  - トリマー学科
  - ペット総合学科
- 河原医療福祉専門学校
  - 介護福祉科
  - 社会福祉メディカルソーシャル科
  - こども未来科
  - 柔道整復師科
  - 鍼灸師科
- 河原医療大学校
  - 看護学科
  - 理学療法学科
  - 作業療法学科
  - 歯科衛生学科
  - 歯科技工学科
  - 診療情報管理学科
- 河原外語観光・製菓専門学校
  - パティシエ・ブランジェ科
  - ブライダル・ホテル科
  - エアライン・観光科
  - 医療・総合事務科
  - 声優タレント科
  - 外国語学科
- 未来高等学校
- 河原調理専門学校
  - 調理師養成学科（高等課程：3年）
  - 調理科（専門課程：1年）
- 資格の大原 愛媛校：社会人課程
- 人間環境大学
  - 心理学部：心理学科、犯罪心理学科
  - 環境科学部：フィールド生態学科、環境データサイエンス学科
  - 大学院人間環境学研究科
  - 看護学部 ：看護学科
  - 大学院看護学研究科
  - 松山看護学部：看護学科
  - 大学院松山看護学研究科
  - 総合心理学部：総合心理学科、総合犯罪心理学科
  - 総合環境学部：フィールド自然学科、環境情報学科
- 人間環境大学附属岡崎高等学校
- 愛光幼稚舎

## 関連グループ
- 社会福祉法人愛媛福祉会
  - 幼保連携型認定こども園　未来こども園
  - 幼保連携型認定こども園　未来夢こども園
  - 幼保連携型認定こども園　いよ未来こども園
- 株式会社エヒメスポーツエンターテイメント（プロバスケットボールチーム 愛媛オレンジバイキングス運営会社）

## 主な行事
- 4月 - 入学式
- 7月 - 河原学園大学園祭
- 12月 - スポーツフェスティバル
- 3月 - 卒業式

## 交通
- 学園本部：伊予鉄城南線 勝山町停留場下車、徒歩で約3分。河原ビューティモード専門学校7階。